# Роуч

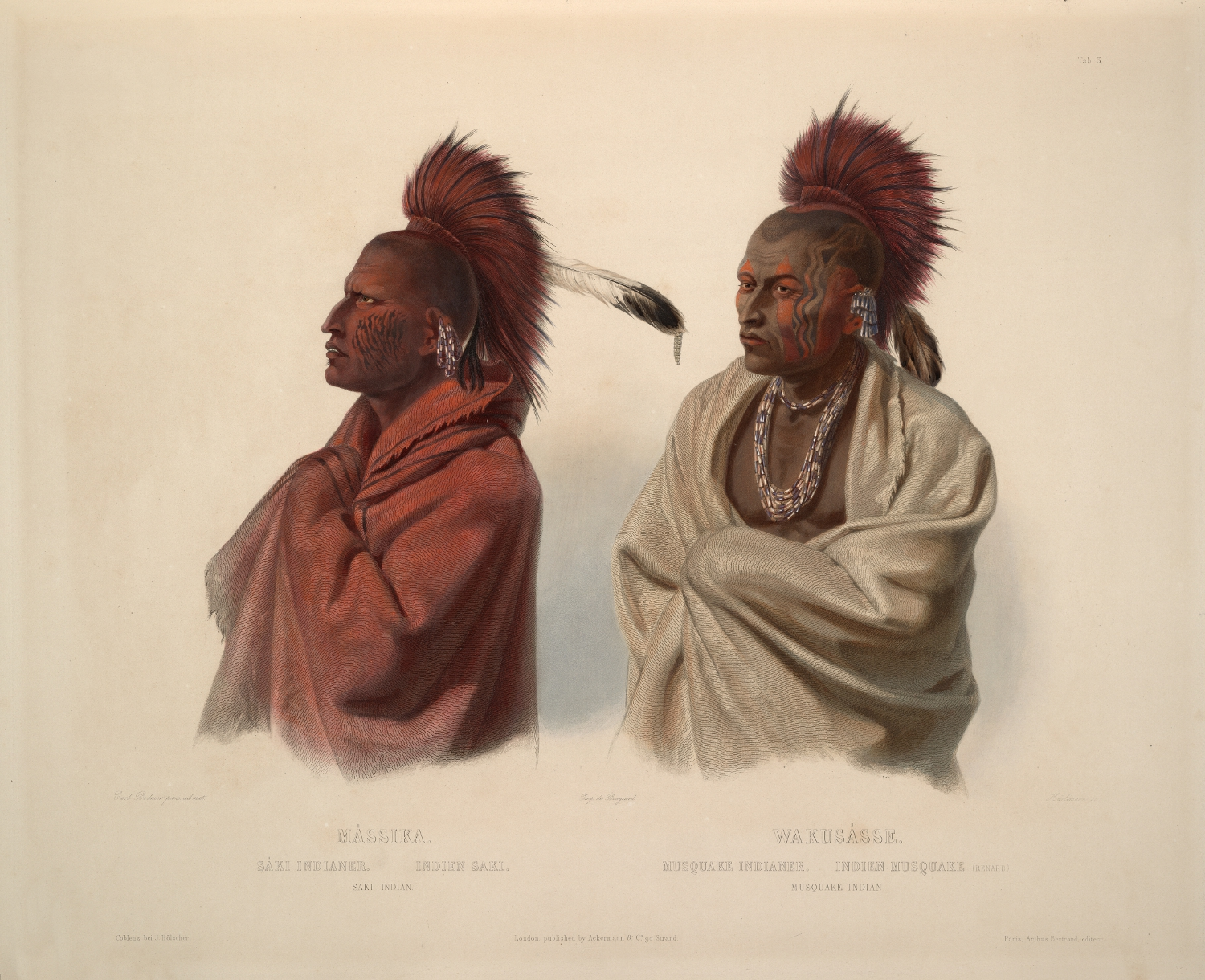
Роучи. Карл Бодмер

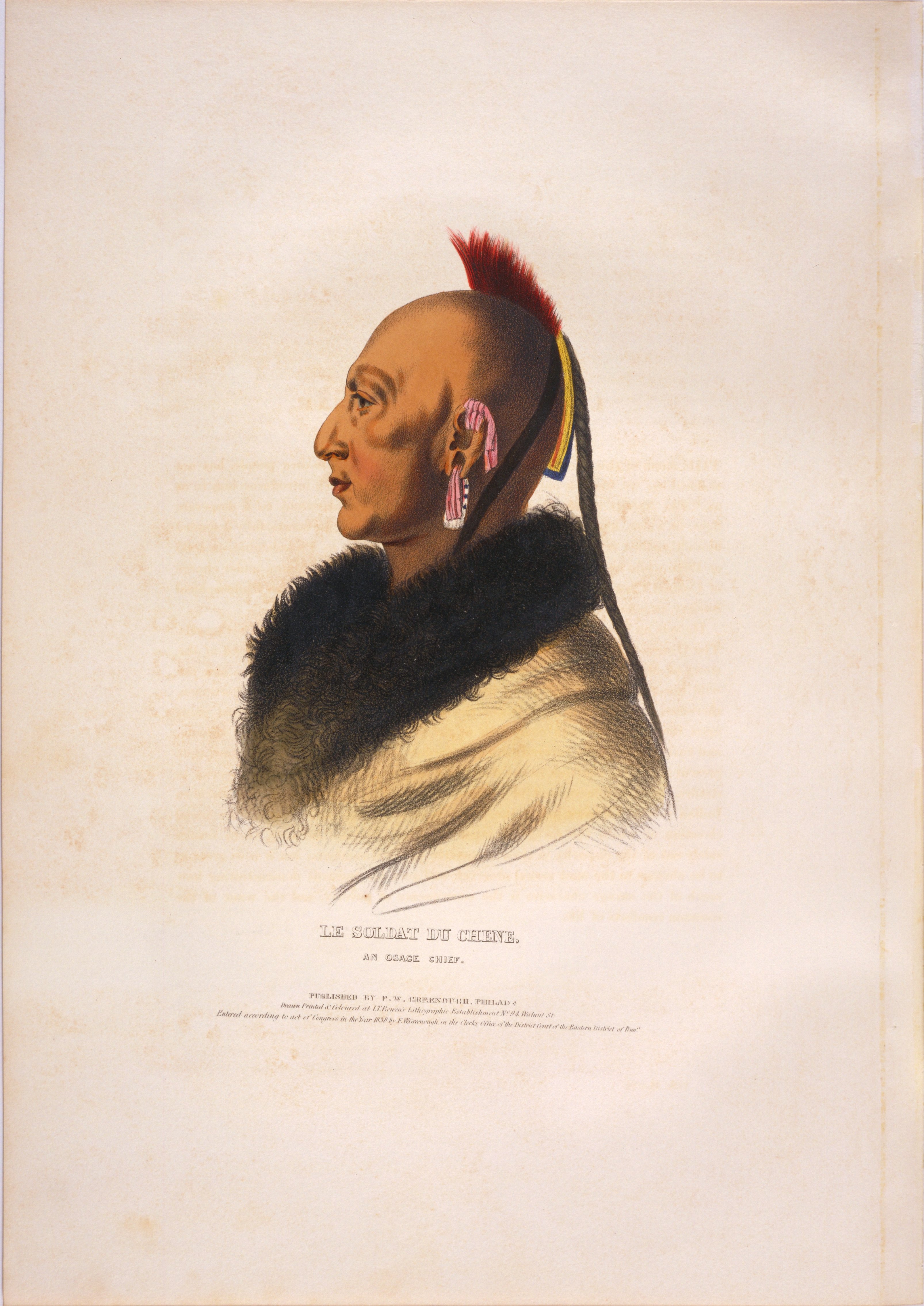
Роучеобразная стрижка. Омаха. Thomas Loraine McKenney & James Hall

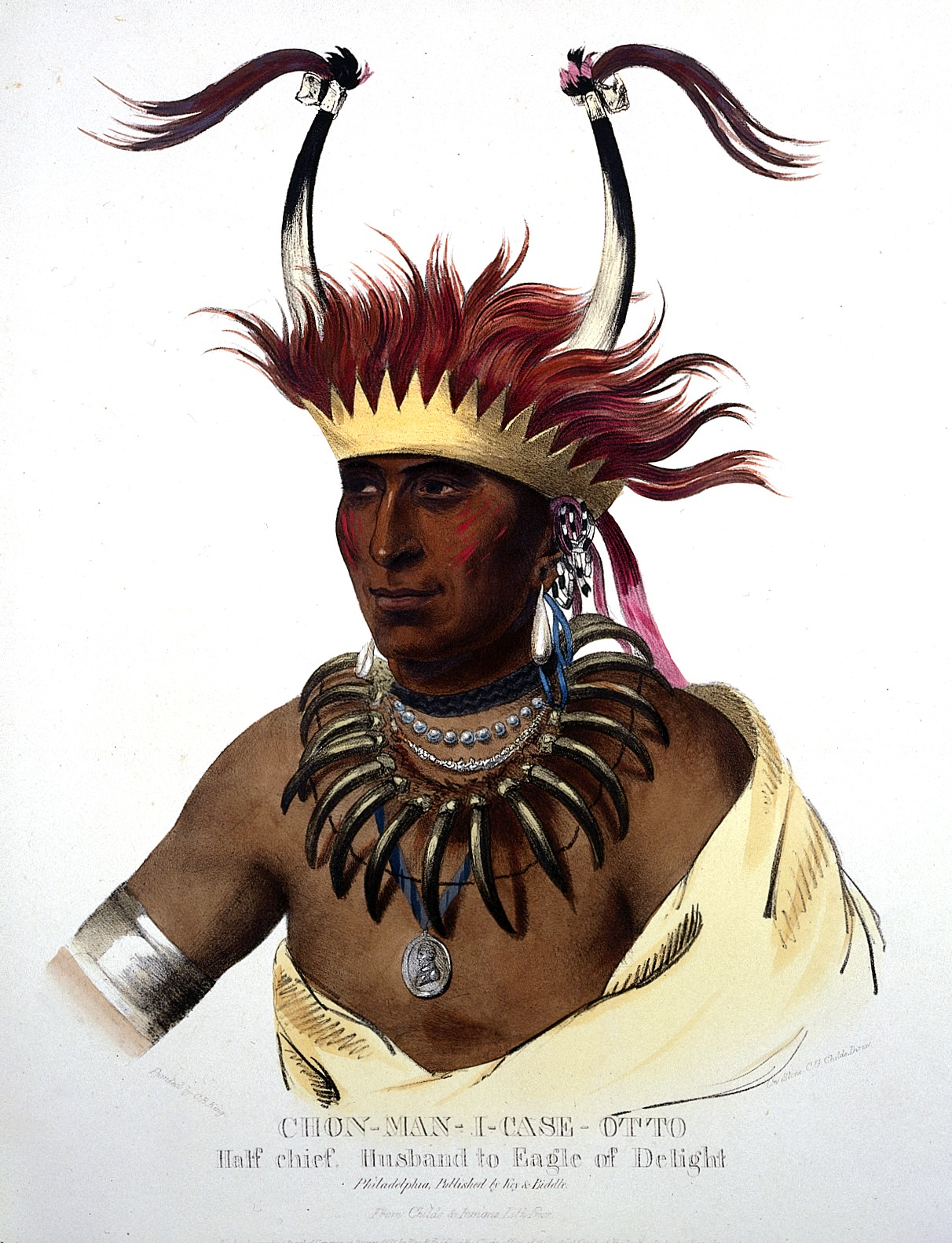
Головной убор, сочетающий роуч и рога. Ото. Чарльз Бёрд Кинг

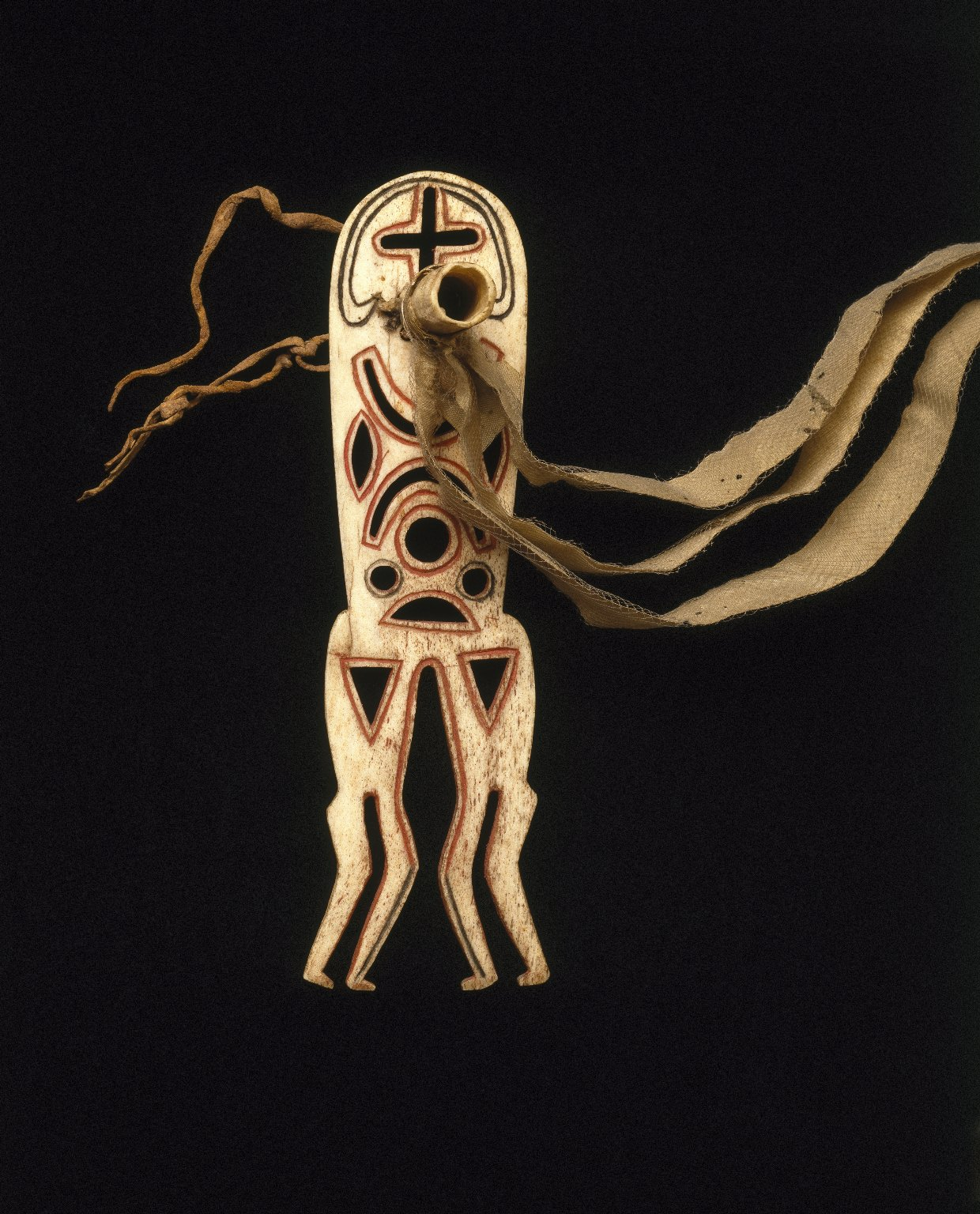
Распорка роуча. Сиу, нач. XIX в.

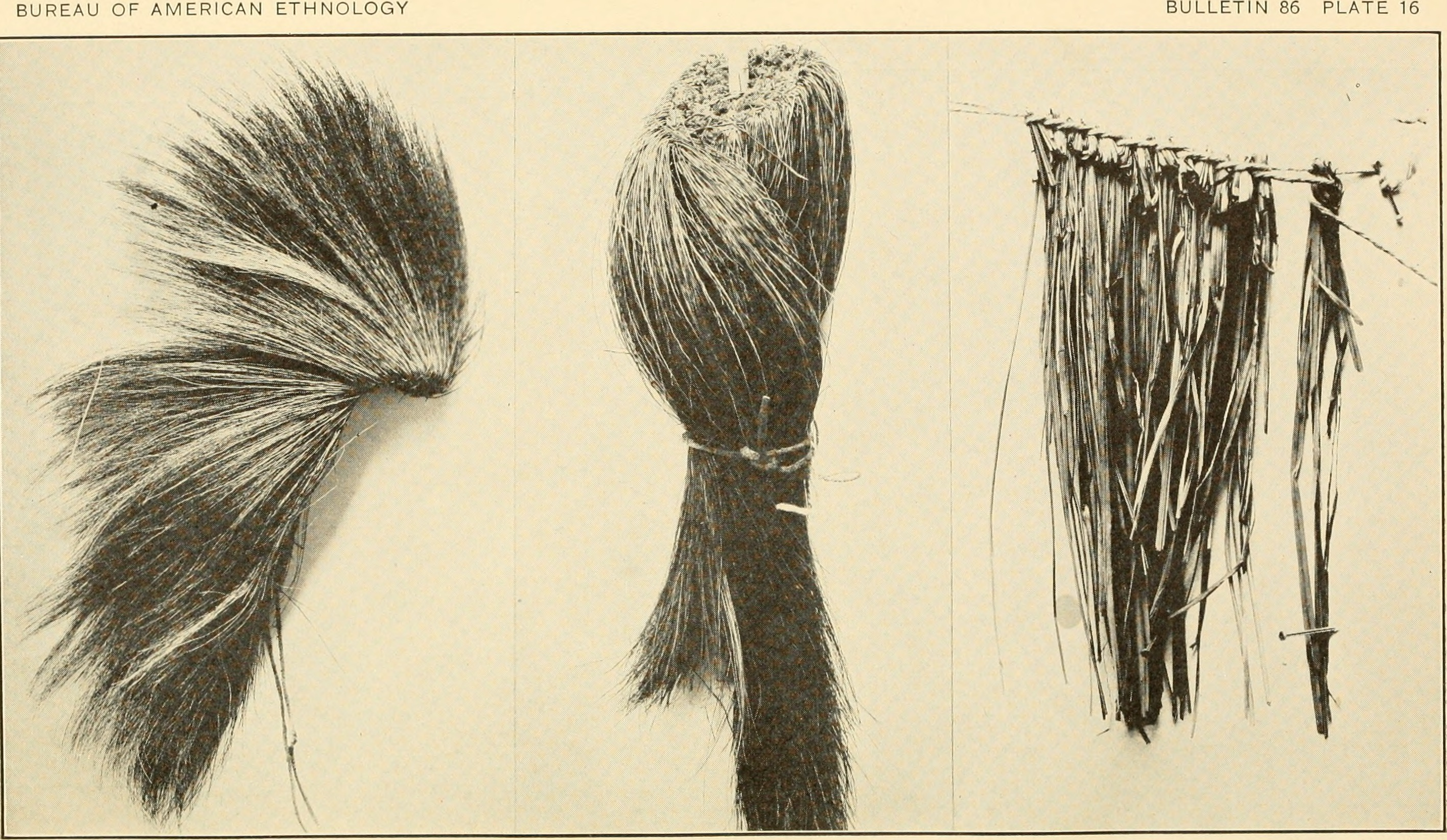
Роуч; роуч, свёрнутый для хранения; деталь плетения, аналогичная той, что и в роуче. Оджибве

Роуч (англ. roach [rōch], [rəʊtʃ]) — мужской головной убор, украшение индейцев Северной Америки, изготовляемый из щетины или волоса различных животных и гораздо реже из перьев. Индейцы лакота его называют пеша — «красная верхушка». Внешне несколько напоминает роучеобразные стрижки или роучинг, многочисленные варианты которых были распространены у племён восточной лесной части материка и в меньшей степени на Великих равнинах. Роуч могли носить все воины, а также мальчики, которые готовятся стать воинами и как-то себя проявили. Но в племени понка его получали за заслуги в боях, как и у омаха, где он входил в систему градации подвигов. Также роучи являлись атрибутом определённых ритуальных плясок, что стало причиной их популярности среди равнинных племён со второй половины XIX века, вместе с распространением у них Танца Травы или Танца Омаха. В настоящее время это характерный атрибут Пау-вау.

## Этимология
Многозначный американизм английского языка, буквально переводится как «таракан» и «плотва». Относительно головного украшения, можно лишь констатировать, что причёски в виде гребней получили насмешливое прозвище таракан (плотва менее вероятна). К ним относятся: зачёс волос вверх от лба и висков, роучеобразные индейские причёски, а также подстриженные до короткой щетины гривы лошадей.

## Простейшие
Возможно, что первоначально пучки волос животных служили дополнением к естественному роучу (причёске). Простейшим же собственно роучем был просто олений хвост. Он закреплялся на голове с помощью косички — скальповой пряди, которая пропускалась через отверстие в нём и зашпиливалась деревянной булавкой. Роучи могли также вырезаться в виде полосок шкуры с оленьего хвоста и конской гривы. Чаще же щетина собирается в виде бахромы на шнурке. Эта стоящая вверх щетина или образовывала корону вокруг головы, или она укладывалась рядами на шапочке (направленно вверх или назад) и даже на не очень длинном хвосте. Такие роучи имелись у лесных племён.

## Роучи с основанием
Роучи позднего периода и современные обычно имеют основание. Первоначально оно собиралось как спираль из пучков оленьего или конского волоса. Позднее стали применять толстую верёвку, ткань, а также плели или ткали его. Сейчас основание делают из толстой кожи или ткани. По краям в разной степени удлинённого или круглого основания закрепляется торчащая вверх бахрома из щетины. В наше время известен вариант, когда щетина имеется не только по краю, а и по всему верху основания. При этом внутри она короткая, образующая похожую на ковровую поверхность.
Применяется волос с хвоста оленя, шерсть дикобраза (не иглы), барсука, скунса, а также грива лося и конский волос. По отдельности или в комбинации. Щетину часто окрашивают в различные цвета. В ранний период она обычно была красного или оранжево-красного цвета. Это означало, что носитель «испытан огнём», то есть участвовал в битве. У остальных роуч не красился. В настоящее время применяются и искусственные волокна. Омаха и арикара для роучей также применяли перья с шеи индюка. Современные роучи для Пау-вау иногда составляют из различных распушённых и раскрашенный в разные цвета перьев.
Роучи с основанием могут также крепиться прямо к волосам, но чаще их удерживают одна или две (если роуч длинный) пары завязок. Они или завязываются под подбородком, или же верхние завязки завязываются под подбородком, а нижние — на подбородке или на шее. Нижние и верхние также могут соединяться вместе ниже уха, переходя в одиночный шнурок. В редком варианте нижние перебрасываться через верхние и, возвращаясь назад, завязываются на шее сзади. Кроме того, роуч может закрепляться на головной повязке, снабжённой перекрещивающимися на темени ремешками или на шапочке.
Для того, чтобы расширить в стороны щетину, внутрь роуча помещают пластину-распорку спредер (англ. spreader — распорка). Её делают из оленьего рога, кости, серебра, дерева, сыромятной кожи и любых подручных материалов. На распорке имеется одно или два гнезда, в виде широких трубок или ещё более широких стаканчиков, в которые вставляются по одному или по нескольку орлиных перьев (сейчас также, например, перья домашнего индюка). Эти гнёзда делаются из собачьих рёбер, кости, дерева, а сейчас также из металла и т. п. Перья в них закрепляются очень свободно, причём двумя способами. Второй способ позволяет быстро вынимать перья из роуча. Сейчас для усиления эффекта колыхания перьев также применяют распорку рокер (англ. rocker — качалка) — различные конструкции, похожие на качели или использующие резинки. Также перья просто насаживаются на пружинки.

## Хранение роуча
Для хранения роуча существует специальная палочка в виде узкого конуса и со штырьком на верхнем более толстом конце. Её можно воткнуть в землю и повесить на неё роуч. При транспортировке роуч обматывается вокруг палки, а сверху обёртывается полосой ткани или мягкой кожи.